# Henriettella ininensis
Henriettella ininensis là một loài thực vật thuộc họ Melastomataceae. Đây là loài đặc hữu của Guyane thuộc Pháp.